# Śniardwymeer
Het Śniardwymeer (Pools: Jezioro Śniardwy, Duits: Spirdingsee) is het grootste meer van Polen. Het is gelegen in Mazurië, dat tot het voormalige Oost-Pruisen behoort. Tot 1945 stond het meer dan ook bekend onder de Duitse naam Spirdingsee.
Het meer heeft een oppervlakte van 110 km², is gemiddeld 5,8 m diep, de maximum diepte is 23,4 m en bevat 0,6509 km³ water. De oppervlakte van het meer beslaat ongeveer 10 procent van alle meren uit het Mazurisch Merenplateau. In het meer liggen enkele eilandjes, daaronder Szeroki Ostrów.
Net als alle andere meren in het merengebied is dit meer ontstaan tijdens de laatste ijstijd, 12.000 jaar geleden. Terwijl er in Nederland een toendraklimaat heerste, lagen hier gletsjers. Na het smelten van de gletsjers bleef er een pokdalig landschap over. De laagten vulden zich op met water en zo ontstonden de vele meren.
Net als vele andere meren in dit gebied is het een geliefd vakantieoord voor watersporters, vissers en natuurliefhebbers. Het stadje Mikołajki is de uitvalsbasis van waaruit de meeste toeristen dit meer bezoeken. In dit stadje kan men diverse boten of kano's huren. Ook zijn er rondvaarten met een grote kans om een zeearend (vliegende deur) te zien terwijl die een vis vangt.
Een ander, veel kleiner meer (684 ha) naast Mikołajki, is het Łuknajno-meer (Jezioro Łuknajno, Duits: Lucknainersee). Dit meer, dat in verbinding staat met het Śniardwymeer heeft sinds 1977 de status van natuurreservaat. Het is niet toegankelijk voor watersporters, wel voor bevers, aalscholvers, reigers, zeearend en vele paren knobbelzwanen.